# Famille Polo (Venise)
Pour les articles homonymes, voir Famille Polo et Polo (homonymie).
 (août 2024).

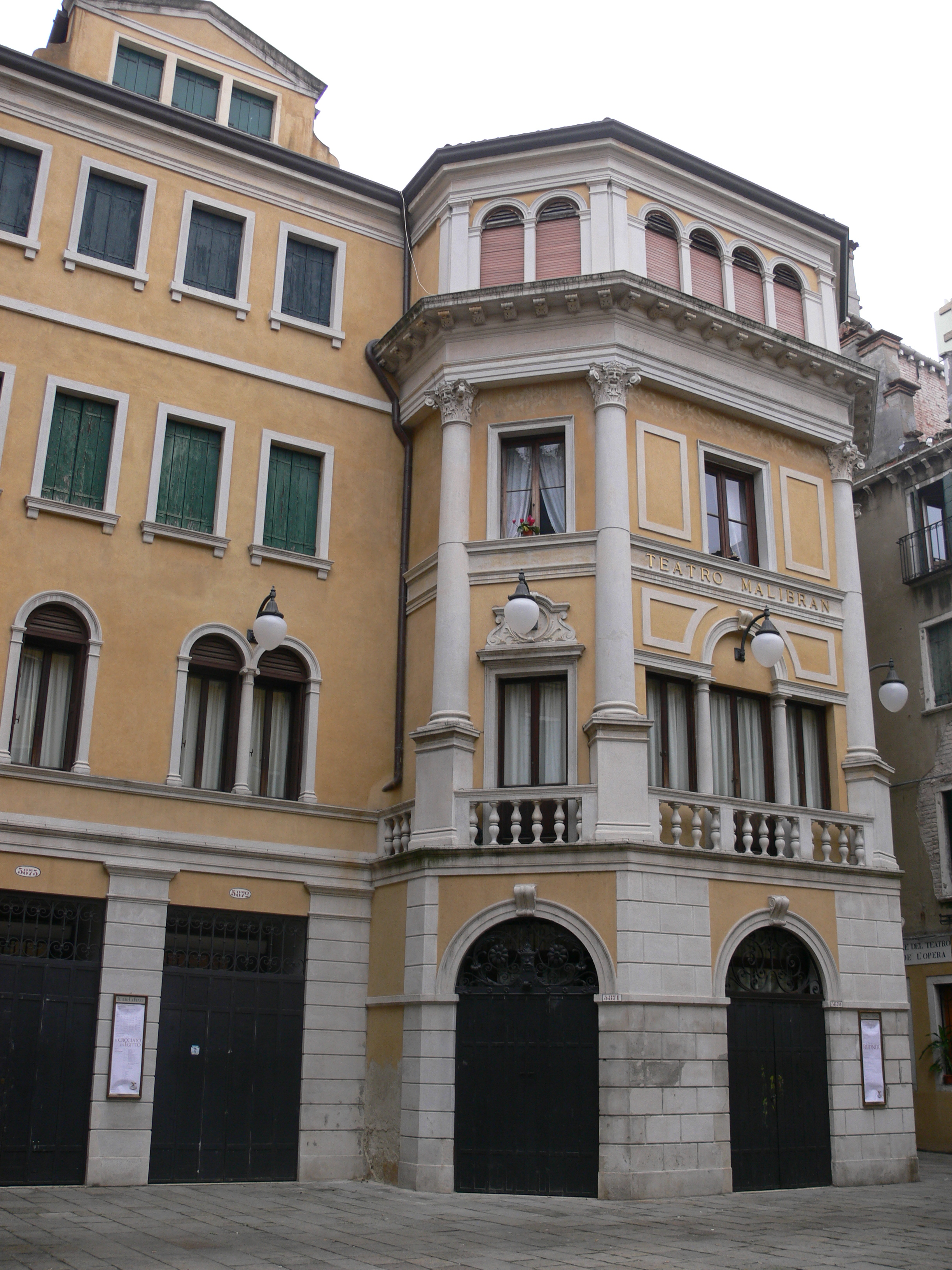
Le théâtre Malibran, construit en 1677 sur les fondations de la maison familiale des Polo, détruite en 1598

La famille Polo (les Poli) est le nom d'une famille patricienne de Venise, originaire du Frioul.

## Historique
La famille est originaire du Frioul.
Elle fut agrégée à la noblesse vénitienne en 1662 par voie de taxe de guerre.

## Armes

armes des Polo

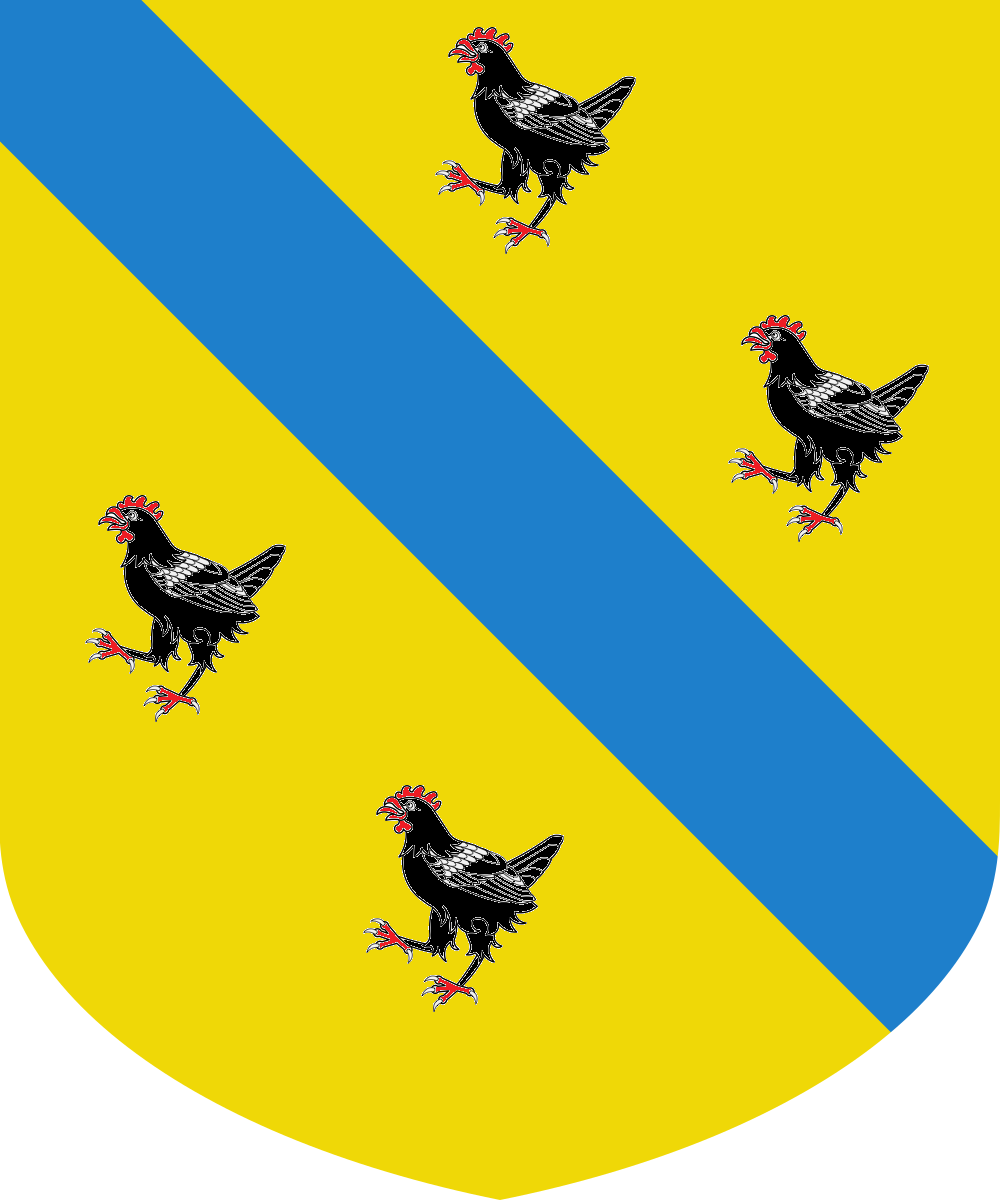
armes des Polo

Les armes des Polo se blasonnent ainsi : d'or à la bande d'azur côtoyée de quatre coqs de sable becqués membrés crêtés et barbés de gueules.